# Frithiof Dahlby
Frithiof Olof Edvard Dahlby, född 12 oktober 1903 i Stettin i Tyskland, död 18 november 1987 i Sofia församling i Stockholm, var en tysk-svensk präst, scoutledare, författare och heraldiker.

## Biografi
Frithiof Dahlby var son till civilingenjören Carl Gustaf Dahlby och Matilda Schmidt. Efter studentexamen 1921 blev Dahlby teologie kandidat vid Lunds universitet 1926. Han hade tjänst som pastorsadjunkt i Härnösands församling 1926, komminister i Djursdala församling och Södra Vi församling 1928, i Mjölby församling 1934–1940, kyrkoadjunkt i Oscars församling i Stockholm 1948 och komminister i Gustaf Vasa församling 1948–1969.
Vid sidan av sin prästbana var Dahlby djupt engagerad i scoutrörelsen och var förbundsinstruktör i Sveriges scoutförbund 1938–1944 och generalsekreterare 1945–1948.
Ett annat intresse var heraldik och han utgav en handbok i ämnet som ännu är ett standardverk.